# PEAKS (雑誌)
『PEAKS』（ピークス）は、株式会社ADDIXが発行している登山雑誌（隔月刊誌）。

## 概要
枻出版社が2009年5月に創刊した。2009年5月から1年間の隔月発行を経て、2010年5月から月刊となった。2022年12月発売の号（No.158）から再び隔月刊となっている。
2021年2月、ドリームインキュベータによる枻出版社の一部事業買収に伴い、ドリームインキュベータが新たに設立したピークス株式会社が発行元となった。さらに2022年4月にピークス株式会社が株式会社ADDIXの傘下に入り、同年12月にADDIXと統合。以降、株式会社ADDIXが発行元となっている。同社刊行の他の登山・アウトドア雑誌に『ランドネ』『フィールドライフ』がある。

## 歴代編集長
- 2009年 - 2012年（No.1-37）：朝比奈耕太
- 2013年 - 2014年（No.38-54）：高橋大一
- 2014年 - 2015年（No.55-72）：今坂純也
- 2015年 - 2022年（No.73-158）：朝比奈耕太
- 2023年 - （No.159-）：宮上晃一